# Rumänsk litteratur

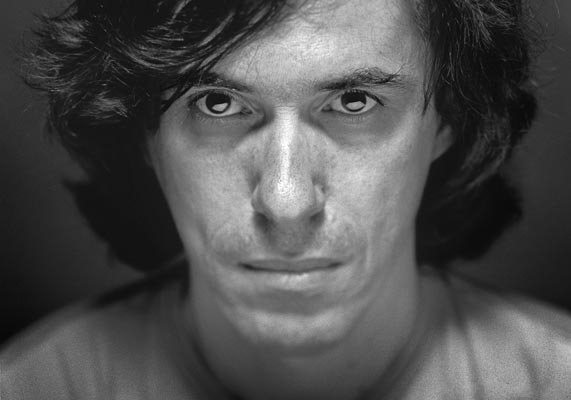
Mircea Cărtărescu.

Rumänsk litteratur är litteratur som kommer från Rumänien eller är skriven på rumänska. Den första rumänska romanen anses vara skriven av Dimitrie Cantemir under tidigt 1700-tal. 1800-talet såg en tillväxt i mängden litteratur, med fransk och grekisk litteratur som inspirationskällor. Guldåldern uppstod under mellankrigstiden, då flera internationellt erkända prosaister och lyriker verkade. Den rumänska litteraturen har länge varit relativt förenad med västerländsk litteratur, men fick sitt internationella genombrott med Tristan Tzaras skapande av dadaismen.
Exempel på kända rumänska författare är bland andra Mircea Cărtărescu och Herta Müller (vars verk dock är skrivna på tyska). Dramatikern Eugène Ionescus verk är främst författade på franska, men tillhör ändå de mer kända inom rumänsk litteratur. Den moderna rumänska litteraturen har beskrivits som mitt uppe i en litterär boom, i paritet med mellankrigstidens guldålder.
Rumänsk litteratur var temat för Bokmässan i Göteborg 2013.

## Historia
Äldre rumänsk litteratur var mest krönikeskrivning, religiös litteratur och översättningar från främst grekiskan. En framstående författare var dock den lärde fursten Dimitrie Cantemir (1673–1723) som skrev den första rumänska romanen. En rumänsk litteratur började växa fram först vid sekelskiftet 1800 med ursprung i Transsylvanien. Viktiga impulsgivare då och fram till andra världskriget var litteratur från Frankrike och Grekland. Till de främsta författarna under 1800-talets senare hälft hör Vasile Alecsandri (1821–1890) och Mihai Eminescu (1850–1889). Alecsandri var en mångsidig författare som skrev poesi, prosa, teaterpjäser och samlingar med rumänsk folklore. Som poet anses han vara en av Rumäniens mest inflytelserika. Det litterära sällskapet Junimea, grundat av Titu Maiorescu 1863, spelade en viktig roll för framväxten av en nationell rumänsk litteratur. Betydande författare som Ion Luca Caragiale, Ion Creangă och Barbu Ștefănescu Delavrancea publicerade sina verk under denna epok.
Mellankrigstiden betraktas som den rumänska litteraturens guldålder med prosaister som Mihail Sadoveanu, Mircea Eliade, Max Blecher och Vasile Voiculescu. Inom lyriken anses Tudor Arghezi vara den främste och mest inflytelserike. Andra framstående poeter är den hermetiske Ion Barbu, den filosofiske Lucian Blaga och den symbolistiske George Bacovia. Bland efterkrigsförfattarna anses Marin Preda var den mest betydande. Han blev känd för landsbygdsskildringen Moromeții (1955), medan hans främsta verk Cel mai iubit dintre pământeni (Den mest älskade bland människorna på jorden, 1980) är en kritisk skildring av det kommunistiska samhället. Bland andra prosaister under kommunisteran märks Radu Tudoran, Eugen Barbu, Gabriela Melinescu, Petru Popescu, Radu Petrescu, Zaharia Stancu, Alexandru Grigore och novellisten Ştefan Bănulescu. Inom poesin räknas Nichita Stănescu, Marin Sorescu och Ana Blandiana till de främsta.
Avantgardelitteraturen har sin främste representant i Tristan Tzara, skapare och namngivare av dadaismen ("dada" är rumänska och betyder "ja ja"). Rumänsk kultur var förenad med västerländsk kultur, men dadaismen var den första rumänska rörelse som blev internationellt känd. Dadaism och surrealism är fundamentala inslag i avantgardet, den mest revolutionära formen av modernism. Det rumänska avantgardet är rikt företrätt av, förutom Tristan Tzara, bland andra Ion Minulescu, Gherasim Luca, Urmuz, Perpessicius, Grigore Cugler, Geo Bogza, Barbu Fundoianu, Gellu Naum, Ilarie Voronca och Ion Vinea.    
Eugène Ionescu, E.M. Cioran och Panait Istrati är författare som var födda i Rumänien men som helt eller delvis skrev på franska. Ionescu var en av de främsta representanterna för absurd teater, Cioran var en framstående existentialistisk filosof och författare och Istarati blev känd för bland annat berättelsen Kyra Kyralina som översatts till ett tjugotal språk.

## Samtida litteratur

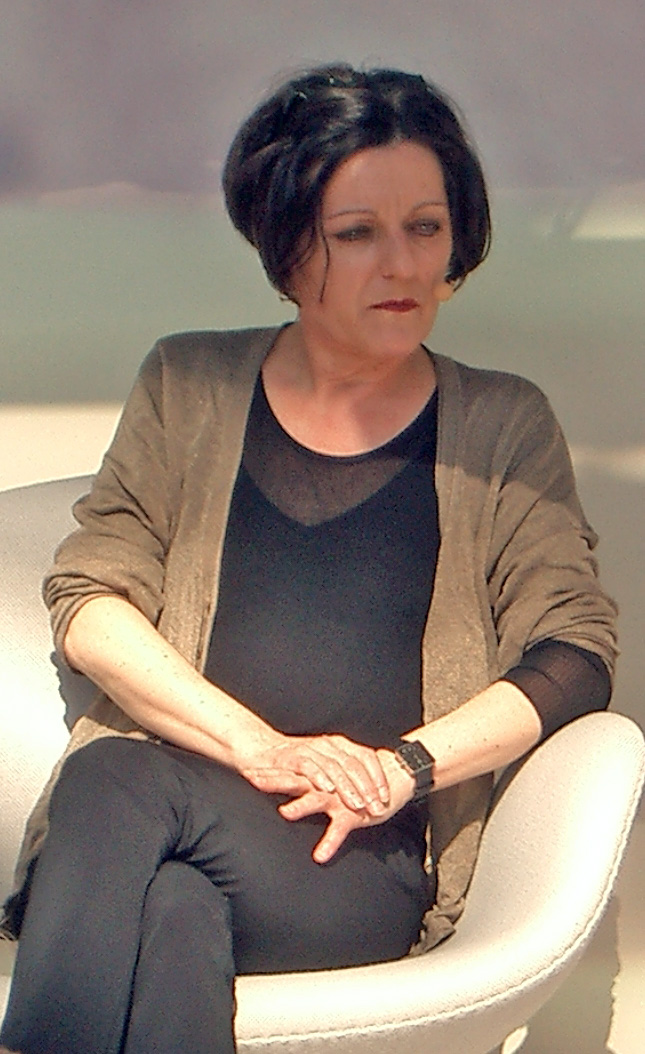
Herta Müller.

Mircea Cărtărescu, Norman Manea och Herta Müller (nobelpristagare i litteratur 2009) är de mest uppmärksammade samtida rumänska författarna. De, tillsammans med de övriga samtida författarna, har skapat en "boom som endast kan liknas vid den blomstrande mellankrigsperioden, då namn som EM Cioran, Eugène Ionesco, Mircea Eliade, Gherasim Luca, Benjamin Fondane och Tristan Tzara ristades in på världskartan." De flesta av de samtida författarna debuterade under 1990-talet efter Nicolae Ceaușescus fall, med införandet av yttrandefrihet.
Cartarescu målar dock upp en mörk bild av den litterära sfären, och menar att intellektuella har övergivits av medierna, som har tagits över av korrupta journalister. Han konstaterar att han "betraktar [sig] själv som en flykting i [sitt] eget land." Liviu Lutas målar upp en mer positiv bild av läget: "under kommunismen var det staten som skötte censuren av litteratur, film och konst. Det är knappast vad som gäller nu." Däremot menar Dan Shafran att författare hade högre status under Ceaușescu.
Några andra samtida författare är:
- Gabriela Adameşteanu
- Ștefan Agopian
- Arina Avram
- Nicolae Breban
- Svetlana Carstean
- Traian T. Coşovei
- Gheorghe Crăciun
- Alexandru Ecovoiu
- Radu Pavel Gheo
- Florin Iaru
- Ion Bogdan Lefter
- Dan C. Mihǎilescu
- Ion Mureşan
- Mircea Nedelciu
- Dora Pavel
- Simona Popescu
- Sorin Preda
- Doina Ruşti
- Cecilia Ștefănescu
- Dan Sociu
- Ion Stratan
- Cristian Teodorescu
- Răzvan Ţupa
- Dumitru Ţepeneag

## Dramatik och teater
Inhemsk dramatik och teater är en sen företeelse. Den första rumänska scenen öppnades 1840 och Nationalteatern i Bukarest instiftades 1854. Rumäniens främste dramatiker anses vara Ion Luca Caragiale (1852-1912) som skrev satiriska komedier. Det franska kulturella inflytandet var stort. Teaterledare som Alessandru Davila och Pompiliu Eliade introducerade avantgardismen och även ryssen Konstantin Stanislavskijs teorier. Efter andra världskriget aktualiserades den symbolistiska dramatiken och många pjäsförfattare tog intryck av absurdismen, bland dem Teodor Mazilu, Josif Naghiu och Marin Sorescu. En produktiv dramatiker i den satiriska genren var Auruel Baranga (1913-1979). I Rumänien finns även ungersk-, tysk- och jiddischspråkiga scener och traditionen från den redan på 1600-talet inkomna orientaliska dockteatern lever starkt vidare.